# Лейк-оф-те-Вудс (округ, Міннесота)
Шаблон:StateAbbr_ 48°46′ пн. ш. 94°54′ зх. д. / 48.77° пн. ш. 94.9° зх. д.
Округ Лейк-оф-те-Вудс (англ. Lake of the Woods County) — округ (графство) у штаті Міннесота, США. Ідентифікатор округу 27077. Адміністративний центр і найбільше місто округу — Бодетт.

## Історія
Округ утворений 1922 року.

## Демографія
За даними перепису 
2000 року 
загальне населення округу становило 4522 осіб, усе сільське.
Серед мешканців округу чоловіків було 2272, а жінок — 2250. В окрузі було 1903 домогосподарства, 1267 родин, які мешкали в 3238 будинках.
Середній розмір родини становив 2,93.
Віковий розподіл населення поданий у таблиці:
| Стать    | До 15 років | 15-21 | 22-29 | 30-39 | 40-49 | 50-65 | 65-85 | Понад 85 |
| -------- | ----------- | ----- | ----- | ----- | ----- | ----- | ----- | -------- |
| Чоловіки | 450         | 183   | 132   | 305   | 409   | 441   | 309   | 43       |
| Жінки    | 445         | 189   | 150   | 283   | 361   | 394   | 370   | 58       |

## Суміжні округи
- Кенора — північний схід
- Рейні-Рівер — північний схід
- Кучичинг — південний схід
- Белтремі — південь
- Росо — захід
- Піні, Манітоба — захід
- Buffalo Point, Manitoba[en], Канада — захід
- Division No. 1, Unorganized, Manitoba[en], Канада — північний захід

## Виноски
1. ↑  US Decennial Census. US Census Bureau. Архів оригіналу за 19 липня 2018. Процитовано 21 жовтня 2014.
2. ↑  Historical Census Browser. University of Virginia Library. Архів оригіналу за 11 серпня 2012. Процитовано 21 жовтня 2014.
3. ↑  Population of Counties by Decennial Census: 1900 to 1990. US Census Bureau. Архів оригіналу за 4 серпня 2014. Процитовано 21 жовтня 2014.
4. ↑  Census 2000 PHC-T-4. Ranking Tables for Counties: 1990 and 2000 (PDF). US Census Bureau. Архів оригіналу (PDF) за 18 грудня 2014. Процитовано 21 жовтня 2014.
5. ↑  State & County QuickFacts. US Census Bureau. Архів оригіналу за 10 червня 2011. Процитовано 1 вересня 2013.(англ.) Наведено за англійською вікіпедією.
6. ↑  American FactFinder. Бюро перепису населення США. Архів оригіналу за 26 лютого 2012. Процитовано 31 січня 2008.

| США | Це незавершена стаття з географії США. Ви можете допомогти проєкту, виправивши або дописавши її. |